# Rodrigo Chaves
Rodrigo Alberto de Jesús Chaves Robles (Carmen, San José; 10 de junio de 1961) es un economista y político costarricense. Es el presidente de Costa Rica desde el 8 de mayo de 2022 por el Partido Progreso Social Democrático. Anteriormente, fue funcionario del Banco Mundial.
Fue ministro de Hacienda, durante el gobierno de Carlos Alvarado Quesada, entre 2019 y 2020. Fue candidato a la Presidencia de Costa Rica, por el Partido Progreso Social Democrático. Su gobierno ha recibido críticas por inacción contra la creciente violencia y narcotráfico en Costa Rica, así como su estilo populista y conflictivo. 

## Biografía
Chaves Robles nació en el distrito metropolitano del Carmen, en el cantón central de San José, el 10 de junio de 1961.
En 1986 se casó con la economista costarricense Monika Hempel Nanne, con quien vivió durante diez años y tuvo su primera hija.
Obtuvo un doctorado en Economía de la Universidad Estatal de Ohio y desempeñando cargos en el Banco Mundial durante 27 años en más de 45 países de América, Europa y Asia. Antes de su nombramiento como ministro, trabajaba como director país del Banco Mundial para Indonesia.
En 1992 antes de terminar su doctorado, el Instituto de Desarrollo Internacional de la Universidad de Harvard le ofreció una beca de cuatro meses para realizar una investigación de campo sobre pobreza, pobreza rural, microempresa y empresa mediana en Indonesia. Cuando concluyó su doctorado, el Banco Mundial le ofreció trabajo por la publicación de su investigación. Durante su estancia en ese país, conoció a la que sería su segunda esposa, la economista letona Signe Zeikate, con quién se casó en 2015 y tuvo una hija llamada Isabela.
Chaves afirmó haber tomado la decisión de aceptar la jerarquía del Ministerio de Hacienda por dos motivos: «Patria y madre». La primera, porque afirmó que cuando el presidente Alvarado le contactó y le comentó su visión país, las políticas públicas que ejecutaba y lo que quería hacer, sintió que debía asumir el desafío; y la segunda, porque su madre mayor de edad requería de alguien que la cuidara luego del fallecimiento de su hermana.
Al asumir el cargo, Chaves expresó que tomó la decisión de jubilarse como funcionario del Banco Mundial y regresar a Costa Rica por considerar que de haber solicitado un permiso para ausentarse, podría presentarse un conflicto de interés debido a las conversaciones que debía entablar con esa organización como parte de su gestión ministerial.
No obstante, en agosto de 2021, al conocerse los resultados de una investigación por denuncias de acoso sexual en contra de Chaves, se reportó que esa podría ser la razón de su renuncia al Banco Mundial.

## Ministro de Hacienda
El presidente de Costa Rica, Carlos Alvarado Quesada, anunció a Chaves como el nuevo ministro de Hacienda el 30 de octubre de 2019, esto después de que su antecesora, Rocío Aguilar Montoya, renunciara al cargo luego que la Contraloría General de la República recomendara al presidente de la República sancionarla con un mes de suspensión en el cargo, por haber realizado pagos de deuda estatal sin autorización presupuestaria previa de la Asamblea Legislativa. El 26 de noviembre de ese año, Chaves que entró en funciones y señaló que sus prioridades serían asegurar el cumplimiento de la regla fiscal; aumentar la recaudación de los impuestos ya existentes, combatir la evasión fiscal y continuar con la ruta de contención del gasto público.
En enero de 2020 se presentó la primera polémica, ya que la Dirección General de Hacienda pretendía realizar un cobro diferenciado del IVA (impuesto al valor agregado) al transporte del combustible, dejando atrás el modelo de precio único que rige en todo el país. Tras negociaciones entre el Poder Ejecutivo y la Cámara de Empresarios de Combustibles, la idea fue dejada atrás.
En febrero de 2020, Chaves presentó a la Asamblea Legislativa un proyecto de ley para destinar los superávits de las instituciones públicas al pago de la deuda. Días después, varias de las instituciones cuyos recursos serían afectados por la propuesta declararon a la prensa y a los diputados que la idea nunca les fue planteada, o que los montos allí señalados eran mucho mayores a los que originalmente habían accedido o que podían aportar.
Durante ese mismo mes, Chaves realizó cambios en las jerarquías de la institución, por lo que renunciaron Vladimir Villalobos González (viceministro de Ingresos), Carlos Vargas Durán (director general de Tributación), Juan Carlos Gómez Sánchez (director general de Aduanas) e Irving Malespín Muñoz (director de la Policía Fiscal).
El 26 de marzo de 2020, durante la emergencia sanitaria por la pandemia de enfermedad por coronavirus, Chaves anunció a los medios de comunicación una propuesta para cobrar un impuesto solidario a los salarios, públicos y privados, superiores a 500 000 colones (que en ese momento equivalían a unos 843 dólares), con el fin de obtener recursos para apoyar a las personas cuyo contrato había suspendido, su jornada laboral había sido reducida, o se quedaron sin trabajo producto de las medidas adoptadas por el Gobierno para detener los contagios.
Horas más tarde, en medio de fuertes críticas desde diversos sectores, el presidente de la República descartó tal idea.

El presidente ha sido claro en que don Rodrigo no tendría por qué haber hecho ese anuncio. Nunca se contempló que fuera a salarios de 500 000 colones. El ministro no debió haber hecho ese anuncio. [No era una decisión tomada] en los términos en que él lo presentó.
Nancy Marín, ministra de Comunicación

El 22 de abril de 2020, el directivo de la Caja Costarricense de Seguro Social (CCSS), Mario Devandas, denunció públicamente que el ministro de Hacienda había dicho en una reunión en la que participó el presidente de la República que «no se podía hacer nada para salvar a la Caja, porque el país no podía quebrar para salvarla».
Chaves negó tal afirmación hasta cinco días después de que se hiciera pública,
sin embargo, sí afirmó haber dicho que el país no debía dedicar montos desproporcionados a una sola institución, sino que había que ser justos y balanceados con todas las familias, las empresas y las instituciones.
El 19 de mayo de 2020, Chaves hizo pública una carta pidiéndole a Alvarado que vetara la ley aprobada ese día por el Congreso que excluía a las municipalidades de la regla fiscal creada por la Ley 9635. El presidente se negó y ese mismo día, Chaves fue internado de urgencia en un centro médico por apendicitis. Desde ese día, y hasta la fecha en que se anunció su renuncia «inmediata e irrevocable al cargo», no se le vio más en los medios de comunicación.
Renunció al cargo el 28 de mayo de 2020, luego de que el presidente de la República así se lo solicitara, por considerar que existían «diferencias irreconciliables». Meses después de su salida, Chaves empezó a detallar en prensa los pormenores que llevaron a su renuncia, y puso en tela de duda el compromiso del mandatario de tomar las medidas necesarias para evitar que Costa Rica cayera en impago de la deuda soberana.

## Candidatura presidencial

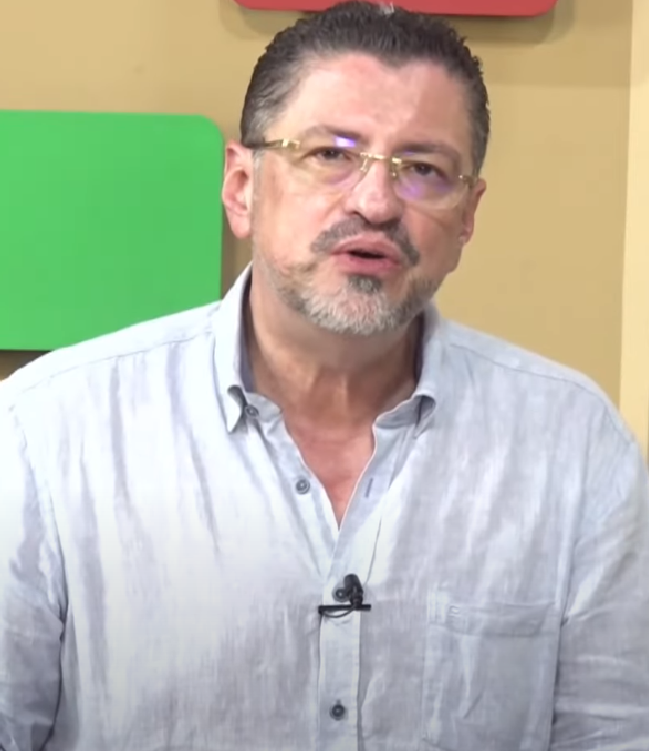
Chaves en noviembre de 2021.

En julio de 2021, Chaves anunció su candidatura para la Presidencia de la República de Costa Rica
bajo la bandera del Partido Progreso Social Democrático, una agrupación fundada en 2018. Su candidatura fue criticada por las acusaciones de acoso sexual durante su paso como funcionario en el Banco Mundial, y por el uso de la imagen de la candidata a diputación por primer lugar en San José, la periodista costarricense Pilar Cisneros, en rótulos en todas las provincias, promocionándola como diputada a pesar de que solamente los habitantes de la provincia de San José podían votar por ella.
La noche del 6 de febrero se anunció que Chaves enfrentaría al expresidente José María Figueres del Partido Liberación Nacional en una segunda ronda electoral que fue celebrada el 3 de abril.
Según los resultados preliminares de dicha noche, Chaves tomó ventaja sobre José María Figueres por un porcentaje aproximado de 52,8% sobre 47,2%, siendo además la tercera vez en la historia del país en la que un candidato obtiene más de un millón de votos en segunda ronda.
De esta manera, Chaves sería el 49.º presidente de la República de Costa Rica a partir del 8 de mayo de 2022, quedando pendiente únicamente el escrutinio final efectuado por los magistrados del Tribunal Supremo de Elecciones que lo certificaría con la credencial de próximo presidente de la República.

### Presidencia de la República

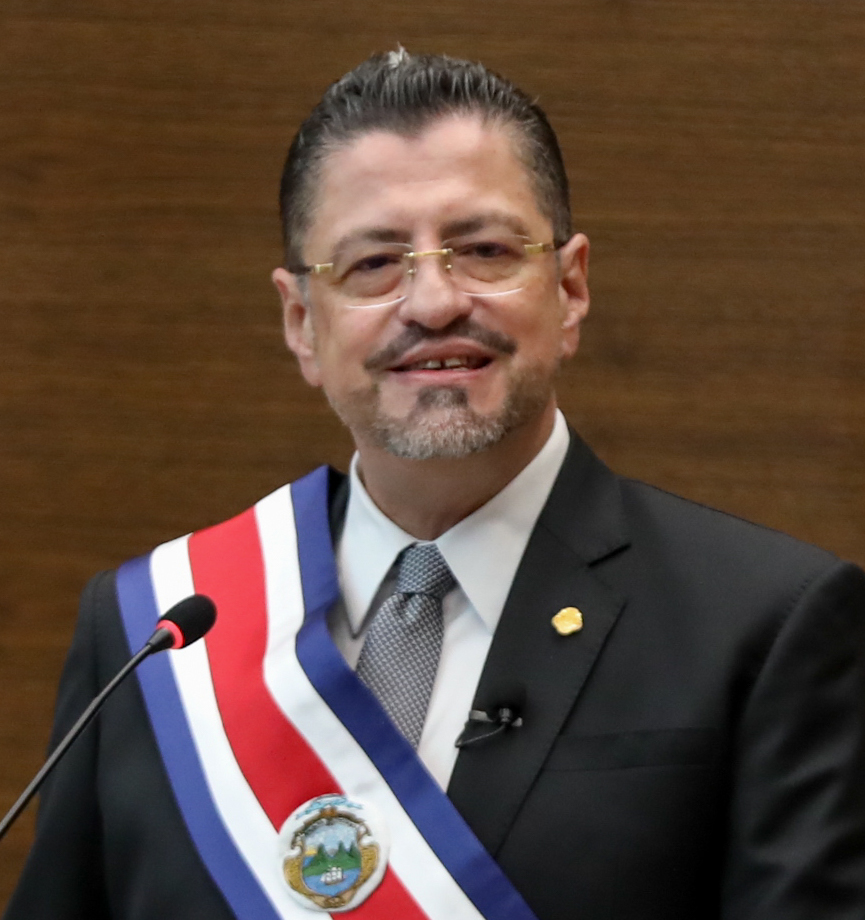
Chaves,durante su discurso de posesión.

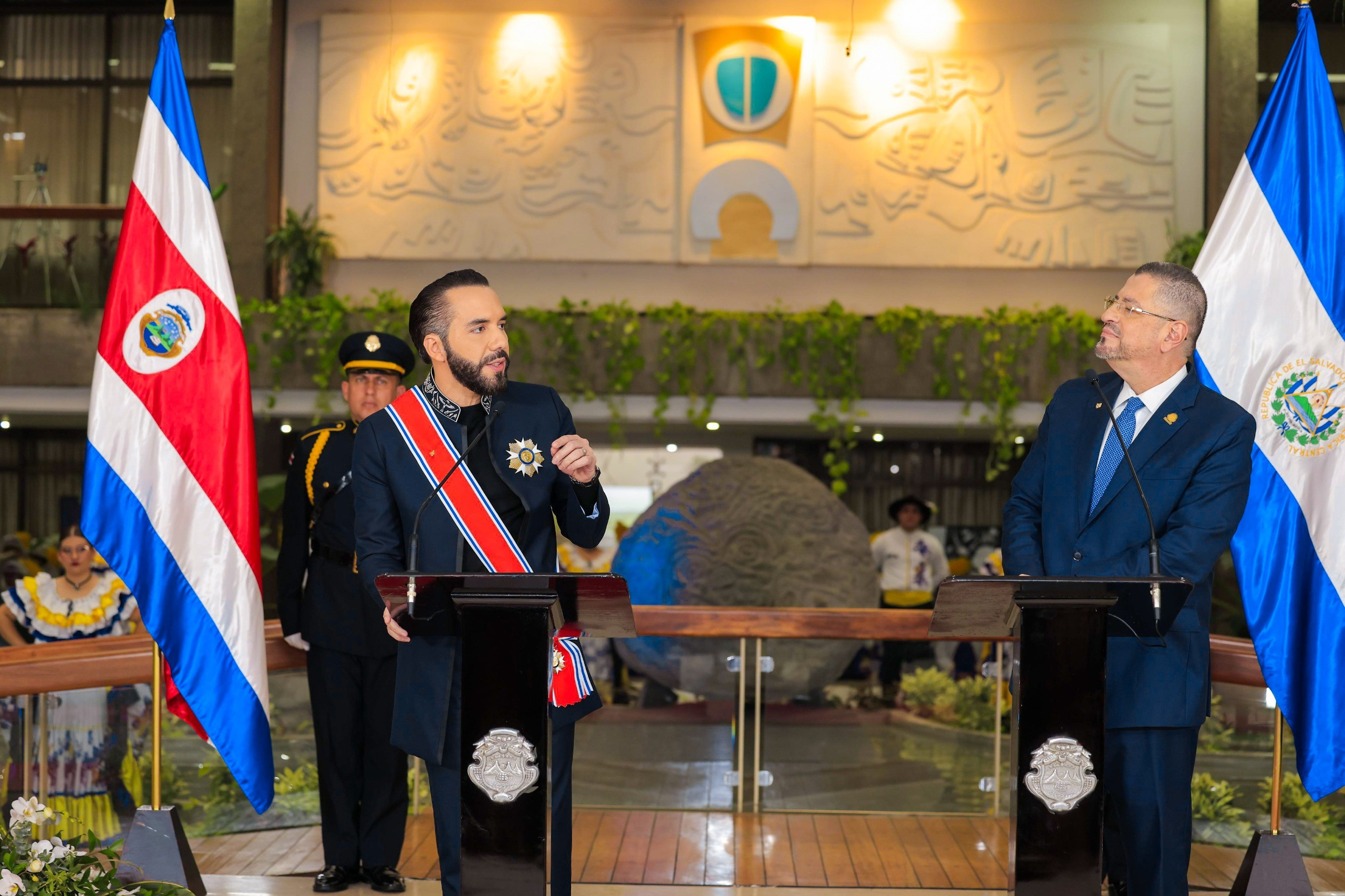
Nayib Bukele y Rodrigo Chaves Robles

El 8 de mayo de 2022, el presidente saliente Carlos Alvarado Quesada dio la banda presidencial a Rodrigo Chaves, dando inicio a la Presidencia del mismo. El mismo día, a las afueras del edificio de la Asamblea Legislativa, lugar de la inauguración, un grupo de manifestantes del partido costarricense Frente Amplio y manifestantes de otros partidos costarricenses de izquierda como el Partido de los Trabajadores protestaron en contra de la toma de posesión. Luego de los pequeños incidentes, los invitados y el presidente se trasladaron a un almuerzo post-inauguración; en la tarde, el presidente sostuvo reuniones con diferentes líderes globales que asistieron a la inauguración.
Considera que la lucha contra el calentamiento global no es una prioridad y se niega a ratificar el acuerdo de Escazú para "tranquilizar al sector privado". El acuerdo, redactado en 2018, refrendó el derecho de acceso a la información de los ciudadanos sobre cuestiones medioambientales, su participación en la toma de decisiones y allanó el camino para el establecimiento de la justicia medioambiental. El 2 de agosto de 2023 fue anunciado como el ganador del Premio Latinoamericano Dr. Zenobio Saldivia, en la categoría Libertad de Expresión. Él y sus partidarios aseguran que dicho galardón lo reciben como un "Contrapeso" a una carta firmada por 27 expresidentes del mundo, en la que lo señalan como poco amigable con tres medios de prensa costarricense. El Premio lo recibirá el jueves 16 de noviembre de 2023 en San José, Costa Rica, junto a otras figuras prominentes de América Latina.
Fue criticado al tener pendientes de firmar 25 leyes aprobadas por la Asamblea Legislativa desde el inicio de la legislación a la fecha del 28 de agosto de 2024. Entre estas leyes, se incluyen iniciativas destinadas a combatir el crimen, fomentar el desarrollo económico, proteger el medio ambiente y mejorar la infraestructura pública. La demora en la firma de estas leyes ha generado preocupaciones entre los legisladores y ciudadanos, ya que su implementación es crucial para abordar diversos problemas sociales y económicos del país. Chaves solicitó un informe para su eventual firma ante la presión mediática, que fueron firmadas en las primeras semanas de octubre.

## Controversias

### Sanciones por comportamiento impropio
En octubre de 2019, el Banco Mundial sancionó al hoy presidente, Rodrigo Chaves, por “insinuaciones sexuales” y por un “patrón de comportamiento inapropiado no deseado” entre los años 2008 y 2013, cuando trabajó para esa organización.
«Banco Mundial sancionó a Rodrigo Chaves por acoso sexual», 
 artículo publicado el 30 de agosto de 2021 en el diario La Nación (San José de Costa Rica)

Ya anteriormente, una periodista de ese medio
y también periodistas de otros medios locales habían intentado conocer sobre estas acusaciones –las cuales circulaban como un rumor–
sin obtener respuesta, pues el Tribunal Administrativo del Banco no se había pronunciado aún sobre el caso.
El informe de este Tribunal,
el cual detalla la decisión #649 del 7 de junio de 2021, expone ampliamente el caso de un exfuncionario, mencionado como "Mr. C.", el cual fue acusado de acoso sexual por dos profesionales júnior de la institución, subalternas suyas.

El Tribunal Administrativo del Banco Mundial, integrado por siete jueces independientes, revisó el caso y concluyó que los hechos calificaban como acoso sexual.
«El Banco Mundial sancionó a Rodrigo Chaves por acoso sexual», 
 artículo publicado el 13 de septiembre de 2021 en el diario La Nación (San José)

En dicho informe se expone el proceso de denuncia, la investigación realizada por el Departamento de Ética y Conducta Empresarial (EBC), la decisión de la Vicepresidencia de Recursos Humanos y las sanciones aplicadas en octubre de 2019:

En el 2019, la Vicepresidencia de Recursos Humanos del Banco Mundial, a instancia del Departamento de Ética y Conducta Empresarial (EBC), ordenó trasladar al economista, ahora de 60 años, a un puesto de menor rango, sin posibilidad de ser ascendido ni de recibir aumentos salariales por un periodo de tres años, tras una investigación interna.

Posterior a esa decisión, ante la disconformidad de las denunciantes por la no declaración del comportamiento indebido como acoso sexual, se admitieron apelaciones y el Tribunal Administrativo inició su revisión del caso.
Durante el proceso se revisaron los testimonios de las denunciantes y de colegas que testificaron confirmando las acusaciones, además de un amicus curiae enviado por la asociación de empleados del Banco Mundial:

Es difícil imaginar evidencia más contundente de acoso sexual que lo que se encontró en este caso: cinco personas del personal, incluyendo dos denunciantes (...) brindando evidencia de un patrón de cinco años de mala conducta por parte de un gerente de alto nivel, que cae de lleno en la definición de acoso sexual (avances e insinuaciones sexuales no deseadas, miradas lascivas, invitaciones sociales no deseadas y preguntas sobre relaciones personales y comentarios sobre la apariencia física.

Como resultado de la revisión del caso, en enero del 2021:

La institución estableció una alerta de seguridad de acceso restringido para Chaves en todas sus oficinas. (...) Además, alertó a las diferentes oficinas de Recursos Humanos del Banco Mundial para que no sea contratado en un lapso de tres años.

Adicionalmente, el Tribunal Administrativo del Banco Mundial manifestó que:

Este caso ha visibilizado las debilidades en los procedimientos del Banco para sancionar el acoso sexual y para proteger a su personal. Aunque la respuesta inicial del Banco en este caso fue inadecuada, y en directa contravención de las metas y compromisos establecidos en el Plan de Acción para Prevenir y Atender el Acoso, el Tribunal ve con buenos ojos el nuevo acercamiento que tomó el banco en sus alegatos finales y su reconocimiento durante el proceso oral de que el Banco ha fallado (a las denunciantes) y perdido diversas oportunidades para defenderlas.

Ante estas publicaciones de los medios y solicitudes de renuncia a su candidatura presidencial,
Chaves ha insistido en su inocencia y la presidenta del partido Progreso Social Democrático (PSD), Luz Mary Alpízar, ha descartado solicitarle la renuncia:

Aunque la ingeniera química dice no justificar a Chaves, afirmó que se dieron las explicaciones y las disculpas del caso. Para próximas ocasiones promete fiscalizar más a quienes aspiren a puestos de elección popular.

En octubre de 2021, este caso de acoso sexual en el Banco Mundial fue reportado también en The Wall Street Journal (Nueva York).

### Financiamento paralelo no registrado
En su campaña presidencial, Chaves fue objeto de escrutinio por el uso de un fideicomiso privado para financiar su campaña, lo cual podría ser ilegal según la legislación costarricense que exige que los fondos de campaña sean manejados a través de las cuentas bancarias de los partidos políticos que ha llevado a cuestionamientos sobre la transparencia y legalidad de su campaña. Esta 
controversia generó enfrentamientos frecuentes con la prensa, a la cual ha acusado de parcialidad y de intentar sabotear su candidatura.
La controversia se intensificó cuando se reveló que la Fiscalía General de Costa Rica había iniciado una investigación sobre el origen y el uso de estos fondos. Según la legislación costarricense, todos los aportes y gastos de campaña deben ser manejados a través de cuentas bancarias oficiales del partido político correspondiente, con el fin de garantizar la transparencia y el cumplimiento de las normas electorales.
Chaves ha defendido sus acciones, argumentando que el fideicomiso fue establecido para manejar donaciones de manera transparente y eficiente. Sin embargo, esta explicación no ha convencido a muchos pues no esta en la forma establecida por el código electoral, y la investigación de la Fiscalía continúa siendo un punto de controversia importante durante su presidencia.
Además, Rodrigo Chaves celebró un acto de campaña en una finca propiedad de la familia de un individuo investigado por presunta tala ilegal. Este evento generó críticas y cuestionamientos sobre el juicio y la ética del candidato y su partido al asociarse con personas bajo investigación por actividades ilegales.

### Ley Jaguar
Una de las propuestas más controvertidas de Chaves durante su presidencia ha sido la "Ley Jaguar para impulsar el desarrollo de Costa Rica" que busca reformar estructuras gubernamentales clave, principalmente la Contraloría General de la República. La ley propone limitar e incluso eliminar algunos controles ejercidos por esta institución, lo que ha generado críticas. Entre estas, la contralora Marta Acosta ha argumentado que la reforma podría debilitar los mecanismos de supervisión del uso de los recursos estatales.
La Ley Jaguar fue presentada como una manera de agilizar proyectos de infraestructura, como Ciudad Gobierno y la terminal de cruceros de Limón, mediante la reducción de ciertos controles y regulaciones actualmente vigentes. El presidente Chaves argumenta que estos controles, en particular aquellos ejercidos por la Contraloría General de la República, obstaculizan el progreso de importantes obras de infraestructura.
Las críticas se enfocan en que la Ley Jaguar podría debilitar significativamente los mecanismos de control y fiscalización del gasto público. La Contraloría General y algunas organizaciones de la sociedad civil han expresado su preocupación de que la eliminación de estos controles podría representar un retroceso en la lucha contra la corrupción y la transparencia en el uso de los recursos públicos. La Asociación Costa Rica Íntegra ha advertido que la ley amenaza principios constitucionales y compromisos internacionales contra la corrupción, permitiendo una mayor discrecionalidad en la gestión de contratos públicos y erosionando la transparencia y los controles existentes. Además, académicos y expertos en gobernanza han señalado que la reducción de controles podría facilitar prácticas corruptas y el mal uso de los fondos públicos, afectando negativamente la confianza en las instituciones estatales.
En su revisión, la Sala Constitucional identificó inconstitucionalidades en cuatro artículos de la Ley Jaguar consultados por el Tribunal Supremo de Elecciones (TSE). Estos artículos fueron cuestionados por comprometer la capacidad de la Contraloría General para fiscalizar y controlar adecuadamente el uso de los recursos públicos. La Sala encontró que estos artículos infringen la normativa constitucional al debilitar los controles necesarios para prevenir la corrupción y asegurar la transparencia en la gestión pública. La resolución de la Sala Constitucional subraya la importancia de mantener los mecanismos de control para evitar abusos y garantizar que los proyectos de infraestructura se desarrollen de manera transparente y eficiente.
El fallo de la Sala Constitucional y las críticas a la Ley Jaguar subrayan la preocupación de un posible debilitamiento de las instituciones de control y fiscalización en Costa Rica. Según los críticos, la eliminación de controles podría desmantelar décadas de avances en la fiscalización del gasto público, poniendo en riesgo la integridad y eficiencia del uso de los recursos públicos. Además, existe el temor de que la ley pueda sentar un precedente peligroso, alentando futuros intentos de reducir la supervisión y el control en otras áreas del gobierno. La evolución de este proyecto de ley será crucial para el futuro de la transparencia y la lucha contra la corrupción en Costa Rica, ya que determinará cómo se equilibran la necesidad de desarrollo rápido y la importancia de mantener fuertes mecanismos de control y rendición de cuentas.
Es de mencionar que Chaves ha sido criticado por su enfoque autoritario y su retórica confrontativa. Durante su mandato, ha tenido roces con diferentes sectores de la sociedad costarricense, incluyendo sindicatos, la prensa y otros actores políticos. Sus detractores argumentan que su estilo de liderazgo erosiona las instituciones democráticas y fomenta la polarización en el país.

## Ideología
Se presenta como reformista, caudillista y tercera posición, pero esta ideología muestra matices de autoritarismo y populismo. Su estilo político es comparado frecuentemente con el de liderazgos como el que mismo Chaves ha alabado, como el de Nayib Bukele del cual múltiples veces han tenido visitas entre sí. A su vez, caracterizado por un liderazgo fuerte y centralizado, uso de retórica populista y enfrentamientos con instituciones establecidas. A continuación, se detallan algunos aspectos clave de su ideología:

### Populismo
El populismo de Chaves se manifiesta en su retórica y políticas dirigidas a captar el apoyo del "pueblo" frente a las "élites corruptas". Su discurso se centra en la lucha contra la corrupción de una supuesta elite comprobada que no le deja trabajar parecido al estado profundo y la promesa de reformar el Estado para hacerlo más eficiente y cercano a los ciudadanos. Este enfoque populista es característico de líderes que buscan movilizar a las masas en contra de los supuestos enemigos del pueblo, a esto ha llamado la dictadura perfecta o retractándose como la tiranía perfecta, también acusando a la Contraloría General de la República de Costa Rica de imponer y atribuirse funciones para un cogobierno en paralelo y absorbiendo las funciones de administración del estado.
Suele utilizar dichos, refranes populares, aludir a lenguajes coloquiales y a términos religiosos católicos, esto porque Chaves busca una jerga que conecte con clases más populares y virar más hacia el voto más conservador.  A esto añadido durante la Marcha del Orgullo Gay en San José durante el año de 2024, Chaves ante críticas por parte diputados conservadores, acerca de ministros en buscar darle la condición interés cultural que fue firmado por el viceministro de Presidencia, Jorge Rodríguez Bogle, a nombre del presidente Chaves, y por la ahora exministra de Cultura, Nayuribe Guadamuz. A esto Casa Presidencial informó que al enterarse de la declaratoria el mandatario destituyó a Guadamuz Rosales y al comisionado de Inclusión Social, la cual él reiteró que “los organizadores de esta actividad no han solicitado, tramitado ni recibido los permisos requeridos de acuerdo a la normativa correspondiente para efectuar la marcha”

### Austeridad económica
En términos económicos, Chaves promueve políticas de austeridad, enfocadas en la reducción del gasto público, la desregulación y la promoción de la inversión privada. Su experiencia como economista y exfuncionario del Banco Mundial influye en su enfoque hacia el libre mercado y la reducción del papel del Estado en la economía. Estas políticas buscan dinamizar la economía costarricense después de los impactos de la  Pandemia de COVID-19 en Costa Rica, aunque han sido criticadas por sus posibles efectos negativos en la equidad social y el bienestar de la población más vulnerable.
Estas posturas económicas se caracteriza por un reformismo de austeridad, enfocado en la disciplina fiscal y la reducción del gasto público. Este enfoque ha sido objeto de críticas por su impacto en las clases trabajadoras, intelectuales y de los sectores vulnerables, a esto lo a llamado como la forma de "transformar Costa Rica", como una forma de sanear y dinamizar la producción nacional. Que han sido calificadas de neoliberales, pero que el mismo afirma ser un significado vacío, que solo pretende ser pragmático para mejorar la economía.
La economía, sin embargo, ha continuado mejorando, y se ha observado una disminución del desempleo y de la pobreza. 